# Tour de France 2018
Le Tour de France 2018 est la 105e édition du Tour de France cycliste. Le départ a lieu le 7 juillet 2018 à Noirmoutier-en-l'Île et l'arrivée est jugée le 29 juillet à Paris, sur l'avenue des Champs-Élysées. 
Ce Tour de France est remporté par le coureur gallois Geraint Thomas, de l'équipe Sky. Vainqueur de deux étapes dans les Alpes, il devance au classement général le Néerlandais Tom Dumoulin (Sunweb) et le Britannique Christopher Froome, quadruple vainqueur de l'épreuve et lui aussi membre de l'équipe Sky. Geraint Thomas est le troisième cycliste britannique et membre de cette équipe à remporter le Tour de France depuis 2012. Le Slovaque Peter Sagan (Bora-Hansgrohe), vainqueur de trois étapes, s'impose au classement par points pour la sixième fois. Le Français Julian Alaphilippe (Quick-Step Floors), lauréat de deux étapes, s'impose au Grand Prix de la montagne après être notamment passé en tête de quatre difficultés hors catégories. Pierre Latour (AG2R La Mondiale), treizième du classement général, est meilleur jeune, le coureur irlandais Dan Martin (UAE Emirates) est désigné super-combatif et l'équipe espagnole Movistar s'impose au classement par équipe.

## Parcours

### Généralités
Cette édition comprend 21 étapes, 3 329 kilomètres de course et 25 cols, côtes et arrivées en altitude classés en deuxième, première ou hors catégorie.
Le 12 février 2017, Christian Prudhomme, directeur du Tour, annonce que la 105e édition du Tour de France partira de Vendée. Les trois premières étapes et le départ de la quatrième sont révélés par le directeur du Tour le 28 février 2017. Le parcours complet est quant à lui présenté lors d'une conférence de presse au palais des congrès de Paris le 17 octobre 2017. Lors de cette présentation, le directeur du Tour Christian Prudhomme rappelle que Noirmoutier est la quatrième île à accueillir le Grand départ, après l'Irlande en 1998, le Royaume-Uni en 2007 et 2014, la Corse en 2013.
Le 22 juin 2017, l'Union cycliste internationale annonce que le départ du Tour 2018, prévu le 30 juin, est repoussé d'une semaine, au samedi 7 juillet. Selon l'organisation, cette décision a été prise « pour réduire au maximum les perturbations induites par la Coupe du monde de football » surtout en fonction des horaires de retransmission des matches.

### Départ en Vendée
Le Tour de France 2018 s'élance le 7 juillet 2018 de Noirmoutier-en-l'Île pour une première étape de plat de 201 km en direction de Fontenay-le-Comte, une des neuf villes-étapes inédites de cette 105e édition. La deuxième étape se déroule également sur terrain plat et relie Mouilleron-Saint-Germain à La Roche-sur-Yon sur une distance de 182,5 km.

### Première semaine: de la Bretagne aux pavés du Nord
Après un contre-la-montre par équipes à Cholet en guise de troisième étape, les coureurs s'élancent pour la quatrième étape de La Baule, ville qui a accueilli le premier village du Tour en 1988, en direction de Sarzeau, dans le Morbihan, toujours sur terrain plat, sur une distance de 195 km.

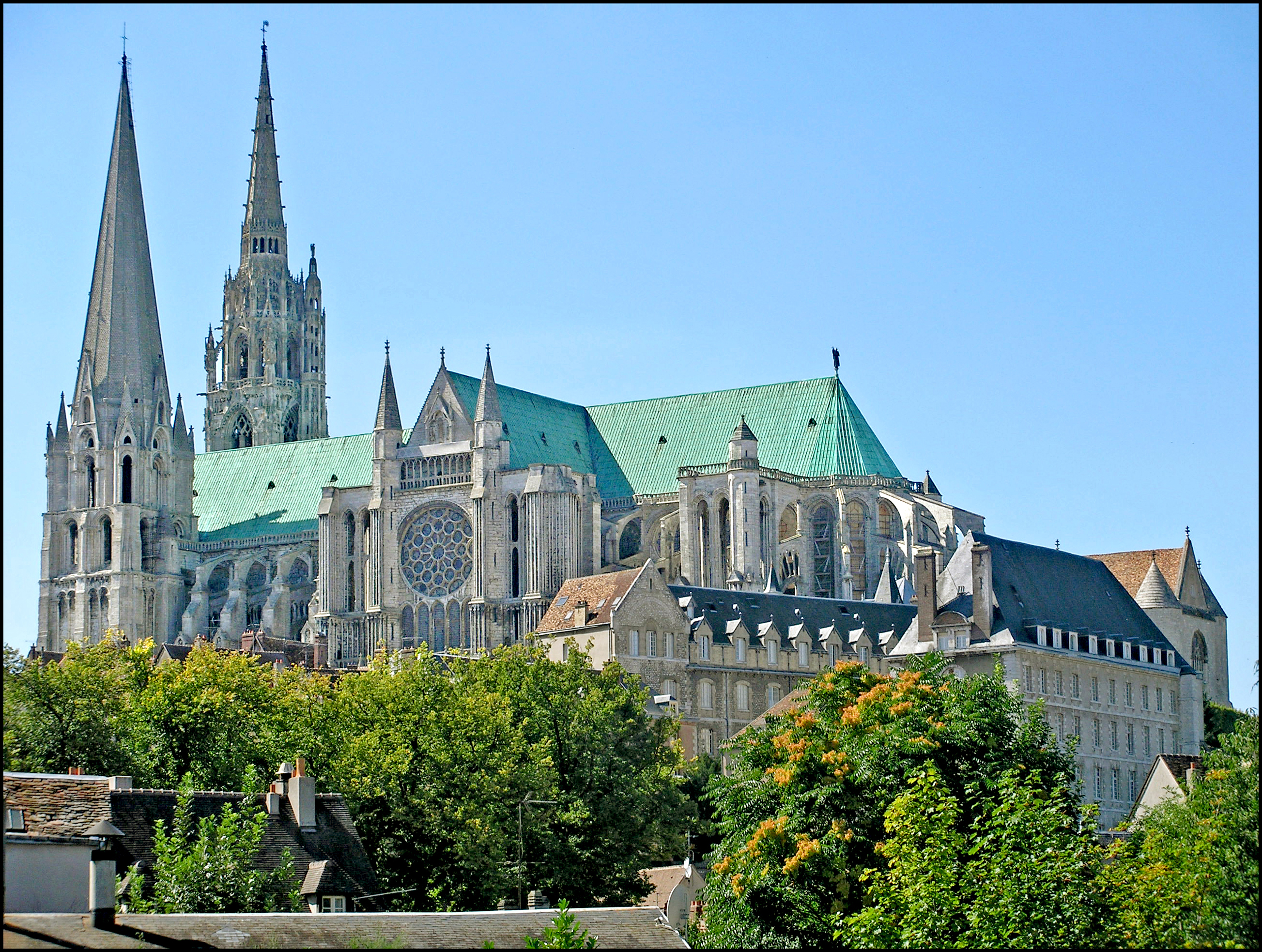
La cathédrale de Chartres.

Deux étapes accidentées s'enchaînent alors, la première reliant Lorient à Quimper et la seconde Brest à Mûr-de-Bretagne, s'achevant par une double ascension de la côte finale de 2 km dont les pourcentages dépassent par endroits les 10 %,. Deux autres étapes de plat s'ensuivent, la première reliant Fougères à Chartres et la seconde Dreux à Amiens.
La 9e étape reliant Arras à Roubaix, se caractérise par la présence de 21,7 kilomètres de secteurs pavés, le plus long mesurant 2,7 km,. À la suite du passage de l'étape, le tronçon pavé no 13 situé entre Auberchicourt et Écaillon a été inauguré le 14 mars 2020 sous le nom de secteur pavé Denis Flahaut.

### Deuxième semaine: Alpes et route vers les Pyrénées
Pour sa deuxième semaine, le Tour part dans les Alpes. Après une journée de repos à Annecy, les coureurs doivent faire face à trois étapes successives de haute montagne. La première, 10e étape du Tour, relie Annecy au Grand-Bornand, et est marquée par le franchissement inédit du plateau des Glières dont 2 kilomètres ne sont pas goudronnés. L'étape suivante part d'Albertville pour rejoindre pour la première fois dans l'histoire du Tour la station de sports d'hiver de La Rosière, à l'occasion de la première arrivée au sommet de ce Tour de France. La troisième étape alpestre, enfin, part de Bourg-Saint-Maurice pour arriver à L'Alpe d'Huez. Avant la montée finale, les coureurs devront franchir le col de la Madeleine, les lacets de Montvernier et le col de la Croix-de-Fer.
Les coureurs prennent alors la direction des Pyrénées. La 13e étape se déroule sur terrain plat entre Le Bourg-d'Oisans et Valence. S'ensuivent deux étapes accidentées, la première reliant Saint-Paul-Trois-Châteaux à Mende, la seconde Millau à Carcassonne, avec l'ascension inédite du pic de Nore.

### Troisième semaine: Pyrénées et arrivée à Paris

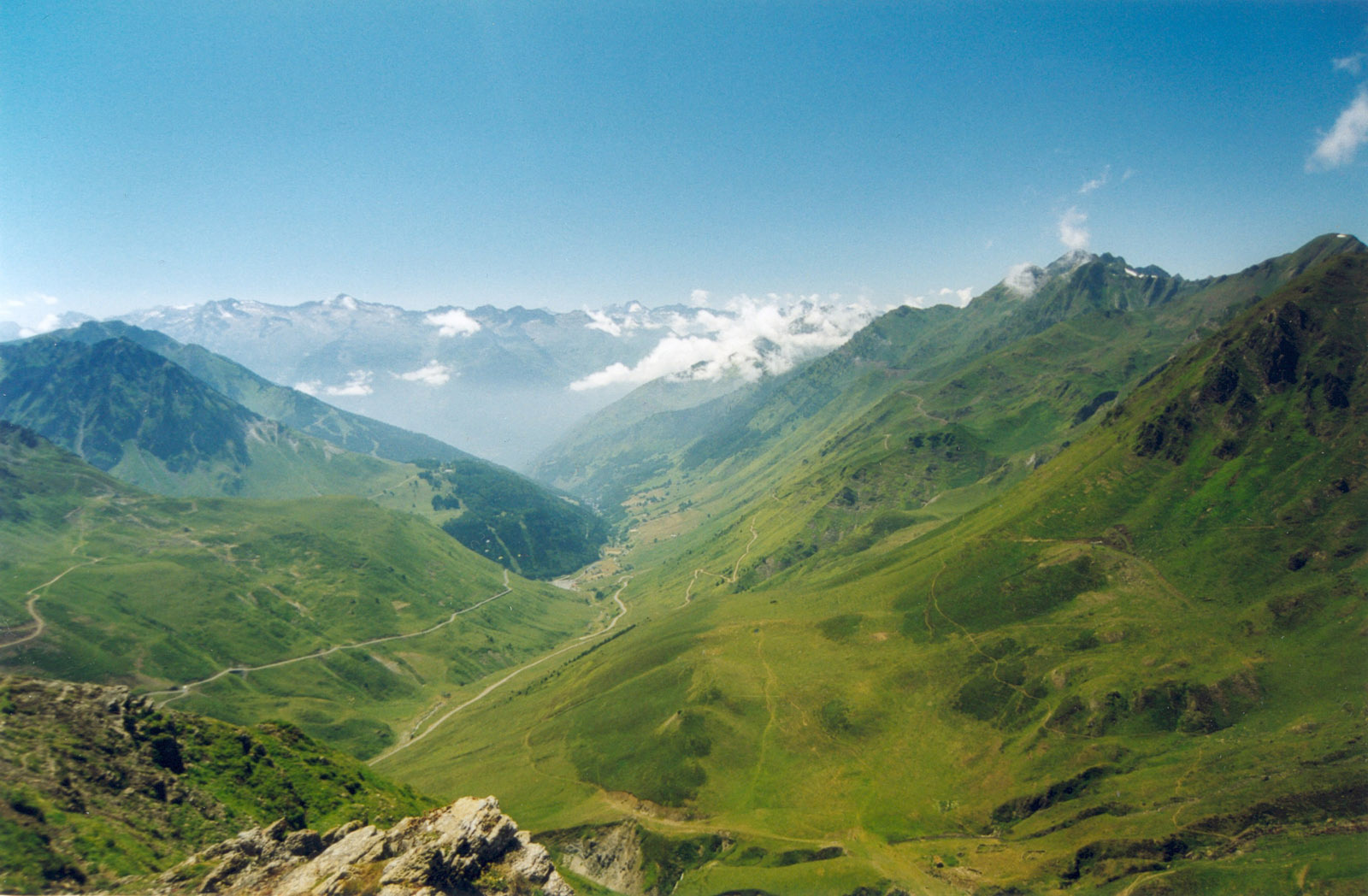
Passage au col du Tourmalet.

Après une journée de repos à Carcassonne, les coureurs doivent faire face à deux étapes pyrénéennes de haute montagne successives, la première reliant Carcassonne à Bagnères-de-Luchon, départ de la seconde qui se termine à Saint-Lary-Soulan. Cette très courte étape, longue de 65 km (il n'y avait pas eu d'étape en ligne aussi courte depuis 30 ans si l'on excepte l'étape écourtée vers Sestrières en 1996) verra les coureurs gravir successivement le col de Peyresourde, le col de Val Louron-Azet et enfin la montée finale du col de Portet (une montée de 16 kilomètres à 8,7 % inédite sur le Tour que Christian Prudhomme a qualifiée de « nouveau Tourmalet »),.
Après une 18e étape de plat entre Trie-sur-Baïse et Pau, les coureurs connaîtront la dernière étape montagneuse de ce Tour de France entre Lourdes et Laruns. S'ensuivra un contre-la-montre individuel de 31 km au profil vallonné dans le Pays basque, entre Saint-Pée-sur-Nivelle et Espelette, avant-dernière étape,.
Les coureurs partiront enfin pour Houilles afin de disputer la 21e et dernière étape du Tour de France 2018 qui les mènera à Paris sur l'avenue des Champs-Élysées.

### Modifications du parcours

#### Modifications liées à la Coupe du monde de football
Initialement le tour devait débuter une semaine plus tôt, le 30 juin. La première étape devait traverser le passage du Gois en quittant l'île de Noirmoutier. La 9e étape devait elle partir à proximité de la clairière de Rethondes à côté de Compiègne, pour marquer le centenaire de l'Armistice de la Première Guerre mondiale et les deux avant-dernières étapes devaient être une étape en ligne dans le Pays basque puis le lendemain, un contre-la-montre à Pau. Du fait du caractère concomitant de la coupe du monde de football, l'Union cycliste internationale (UCI) décide en 2017 de reporter le tour d'une semaine, ce qui va entraîner des changements dans le parcours. Le 7 juillet, jour de la première étape, le passage du Gois n'est plus franchissable à cause de la marée haute aux heures de course. La 9e étape doit, elle, être raccourcie pour arriver plus tôt à Roubaix car la finale de la coupe du monde débute à 17 h ;  l'étape part donc de la citadelle d'Arras et non plus à proximité de la clairière de Rethondes. Enfin, les deux dernières étapes doivent être inversées: il n'est en effet plus possible d'organiser une étape en ligne dans le Pays basque, tous les hébergements étant alors occupés par les fêtes de Bayonne. Elle se déroulera donc à Pau et le contre-la montre sera organisé dans le Pays basque le lendemain.

#### Effondrement de la route menant au col d'Aubisque (19eétape)
Le 13 juin 2018, une portion de la route départementale 918 entre Laruns et le col d'Aubisque, normalement prévue sur le parcours de la 19e étape entre Lourdes et Laruns , s'effondre à la suite d'un glissement de terrain causé par un violent orage. Même si le département est mobilisé pour réaliser les travaux au plus vite, une possible modification du parcours est envisagée si les réparations ne peuvent pas être terminées avant le passage du Tour le 27 juillet 2018. Finalement, après expertise, le département conclut à la possibilité de refaire la route dans les temps. Après un mois de travaux, la voie est rouverte le 23 juillet 2018, quatre jours avant le passage de l'épreuve. Le parcours de l'étape concernée reste donc inchangé.

## Modifications du règlement
Contrairement aux éditions précédentes, les équipes sont composées au départ de huit coureurs, au lieu des neuf habituels. Il y a donc au départ un peloton de 176 coureurs, contre 198 traditionnellement. La réduction du nombre de coureurs par équipe n'a pas donné lieu à l'invitation de plus d'équipes.
Lors des dix premières étapes est instauré un second sprint intermédiaire, situé entre trente et huit kilomètres de l'arrivée. Une bonification en temps (trois, deux et une secondes) est accordée aux trois premiers coureurs lors de ces sprints dit « bonus ». Le but est de dynamiser les premiers jours de plaine et de ne pas avoir le même leader pendant dix jours. Ces bonifications comptent pour le classement général mais pas pour le classement par points. Les bonifications à l'arrivée (dix, six et quatre secondes) sont maintenues.
Alors qu'une côte de 2e, de 1re ou hors-catégorie coïncidant avec une arrivée d'étape avait un barème doublé pour le classement de la montagne jusqu'en 2016, le règlement a réduit ce doublement en 2017 à la seule côte hors-catégorie (Izoard) coïncidant avec une arrivée. En 2018, les points sont doublés uniquement pour la dernière ascension de chaque étape du second grand massif traversé (soit les Pyrénées cette année), par contre le sommet de cette dernière ascension n'a plus besoin de coïncider avec l'arrivée d’étape. Les points sont donc doublés sur les 16e, 17e et 19e étapes, respectivement pour les côtes de 1re catégorie, hors-catégorie et hors-catégorie à 10 km de l'arrivée, coïncidant avec l'arrivée et à 20 km de l'arrivée.
Un coureur arrivé hors délais d'une étape et éventuellement repêché par les commissaires voit automatiquement tous ses points acquis au titre des classements de la montagne et par point remis à néant (il recevait une pénalité du nombre de point alloué au vainqueur d'étape jusqu'en 2017)[réf. nécessaire].

## Participants

### Équipes
Les équipes sélectionnées pour le Tour de France sont celles de l'UCI World Tour ainsi que des équipes invitées.
| WorldTeams (18)- AG2R La Mondiale - Astana - Bahrain-Merida - BMC Racing Team - Bora-Hansgrohe - Groupama-FDJ - Lotto Soudal - Mitchelton-Scott - Movistar Team - Quick-Step Floors - Dimension Data - EF Education First-Drapac p/b Cannondale - Katusha-Alpecin - Lotto NL-Jumbo - Sky - Team Sunweb - Trek-Segafredo - UAE Team Emirates Équipes continentales professionnelles (4)- Cofidis, Solutions Crédits - Direct Énergie - Fortuneo-Samsic - Wanty-Groupe Gobert |
| |

### Liste des participants
Chaque équipe est composée de huit coureurs, ce qui donne un total de 176 cyclistes sur la liste de départ. Les coureurs viennent de 30 pays différents. 7 pays comptent plus de 10 coureurs dans la course : la France (35), la Belgique (19), les Pays-Bas (14), l'Italie (13), l'Espagne (13), l'Allemagne (11) et l'Australie (11). L'âge des coureurs va de 21 ans pour Egan Bernal à 40 ans pour Mathew Hayman.

### Favoris

#### Pour le classement général
Vainqueur de quatre tours de France ainsi que des trois derniers grands tours (Tour et Vuelta 2017 et Giro 2018), Christopher Froome, leader de l'équipe Sky est le principal favori de la course. Déclaré indésirable par les organisateurs une semaine avant le départ car il fait alors l'objet d'une procédure disciplinaire pour un contrôle antidopage anormal, il est finalement blanchi par l'Union cycliste internationale et peut participer. Il est entouré de l'équipe la plus solide, comptant notamment Geraint Thomas, récent vainqueur du Critérium du Dauphiné et qui aurait pu être un « plan B » pour Sky en cas d'absence de Froome.
Seul autre ancien vainqueur présent, l'Italien Vincenzo Nibali est également l'un des favoris, de même que le Français Romain Bardet, monté sur le podium des deux dernières éditions, les trois leaders potentiels de l'équipe Movistar que sont Nairo Quintana, deux fois deuxième du Tour, Mikel Landa et Alejandro Valverde, le Britannique Adam Yates (Mitchelton-Scott), l'Irlandais Dan Martin (UAE Emirates), l'Australien Richie Porte (BMC), le Néerlandais Tom Dumoulin (Sunweb), le Danois Jakob Fuglsang (Astana) et le Colombien Rigoberto Urán (Education First).

#### Pour le classement par points
Pour le classement par points le grand favori est le Slovaque Peter Sagan, quintuple vainqueur et exclu l'an dernier pour un coup de coude sur le Britannique Mark Cavendish. Ses principaux rivaux sont l'Australien Michael Matthews, vainqueur en 2017, les jeunes sprinteurs Dylan Groenewegen et Fernando Gaviria, les plus expérimentés Mark Cavendish, André Greipel, Marcel Kittel, ainsi qu'Arnaud Démare, Sonny Colbrelli et Alexander Kristoff.

#### Pour le classement du meilleur grimpeur
Contrairement aux autres maillots distinctifs, aucun favori ne se dégage pour le classement des grimpeurs. Les anciens vainqueurs Warren Barguil et Rafał Majka, ainsi que Thomas De Gendt, Dan Martin ou Mikel Landa sont cités,.

#### Pour le classement du meilleur jeune
Pour le classement des jeunes, on note la présence des Français Pierre Latour (AG2R La Mondiale), David Gaudu (Groupama-FDJ) et Guillaume Martin (Wanty-Groupe Gobert), du Belge Tiesj Benoot (Lotto-Soudal), de l'Espagnol Marc Soler (Movistar), vainqueur de Paris-Nice 2018 et du Colombien Egan Bernal (Team Sky).

## Déroulement de la course

### 7 - 11 juillet: 2 victoires pour Gaviria et Sagan
Les deux premières étapes sont remportées par les sprinteurs Fernando Gaviria (Quick-Step Floors) et Peter Sagan (Bora-Hansgrohe), qui se succèdent en tête du classement général. Des chutes dans le final de la dernière étape retardent Christopher Froome, Richie Porte, Adam Yates (50 secondes) et Nairo Quintana (1 min 15 s). Disputée sous forme de contre-la-montre par équipe, la troisième étape est gagnée par la BMC. L'un des siens, le Belge Greg Van Avermaet, revêt le maillot jaune. Fernando Gaviria s'impose à nouveau au sprint le lendemain, puis Peter Sagan à son tour lors de la cinquième étape, dans un final en côte pour puncheurs. 

### 12 - 17 juillet: Doublé de Groenewegen, Van Avermaet reste en jaune

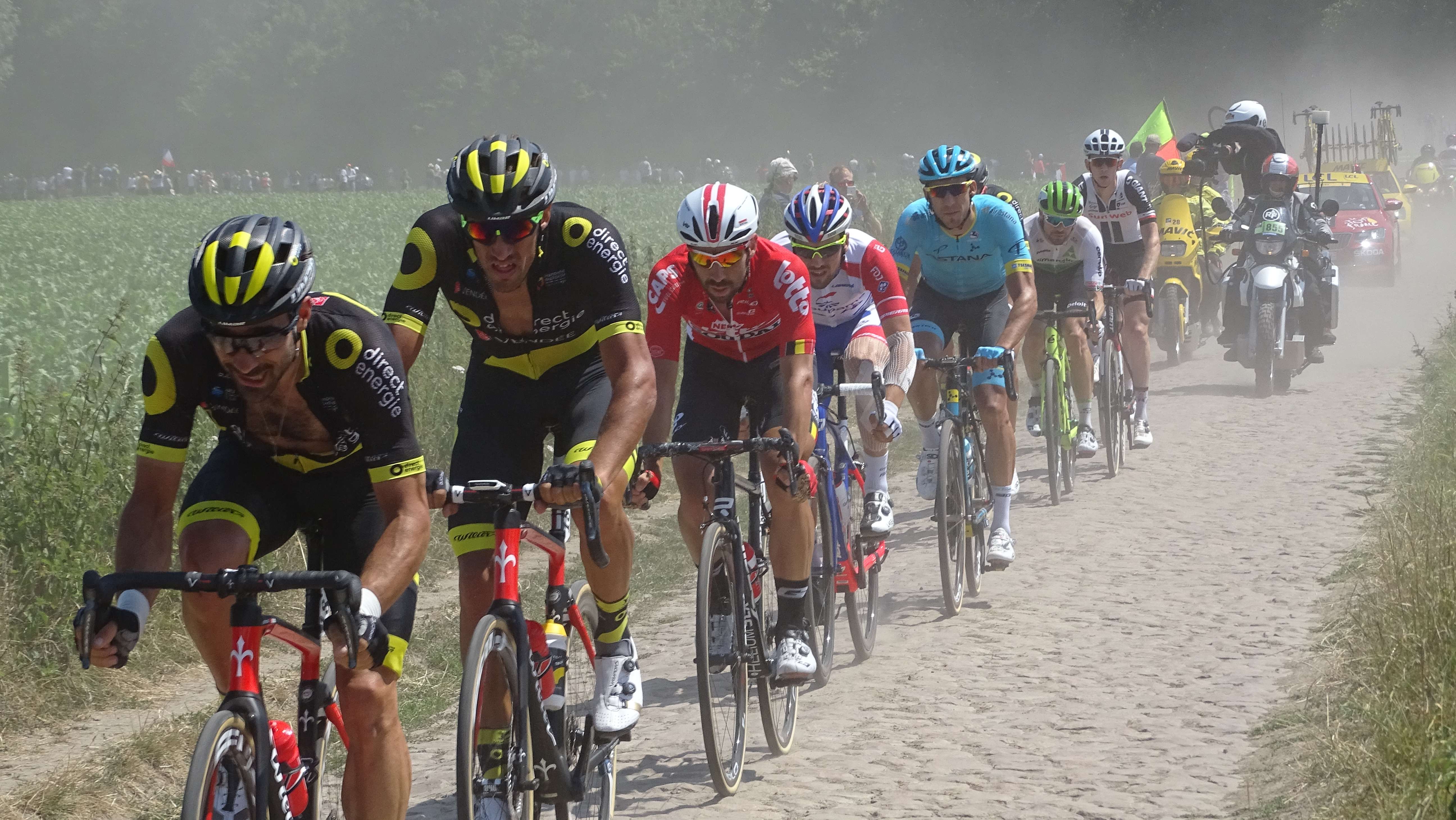
Les coureurs sur les pavés.

À Mûr-de-Bretagne, l'Irlandais Dan Martin (UAE-Emirates) attaque dans le final et gagne l'étape devant Pierre Latour et Alejandro Valverde. Retardés par des problèmes mécaniques peu avant la côte finale, Romain Bardet et Tom Dumoulin perdent respectivement 31 et 53 secondes. Les deux étapes suivantes voient le sprinteur néerlandais Dylan Groenewegen s'imposer, à Chartres et Amiens. La première semaine de course se termine par une étape entre Arras et Roubaix comptant 21,7 kilomètres de routes pavées. Ancien vainqueur de Paris-Roubaix, l'Allemand John Degenkolb (Trek-Segafredo) s'y impose devant Greg Van Avermaet et Yves Lampaert. Blessé par une chute, Richie Porte est le premier favori du Tour à abandonner, tandis que Rigoberto Uran perd une minute et demie. Après neuf étapes, Van Avermaet occupe la tête du classement général avec 43 secondes d'avance sur Geraint Thomas, le mieux placé des concurrents pour la victoire finale.
La première étape alpestre voit une échappée d'une vingtaine de coureurs prendre sept minutes d'avance sur le peloton, contrôlé par l'équipe Sky et dans lequel les favoris du Tour ne s'attaquent pas. La victoire revient à Julian Alaphilippe, qui revêt le maillot de meilleur grimpeur. Greg Van Avermaet, présent dans l'échappée, conserve le maillot jaune une journée de plus. 

### 18 - 19 juillet: Prise de pouvoir pour Geraint Thomas

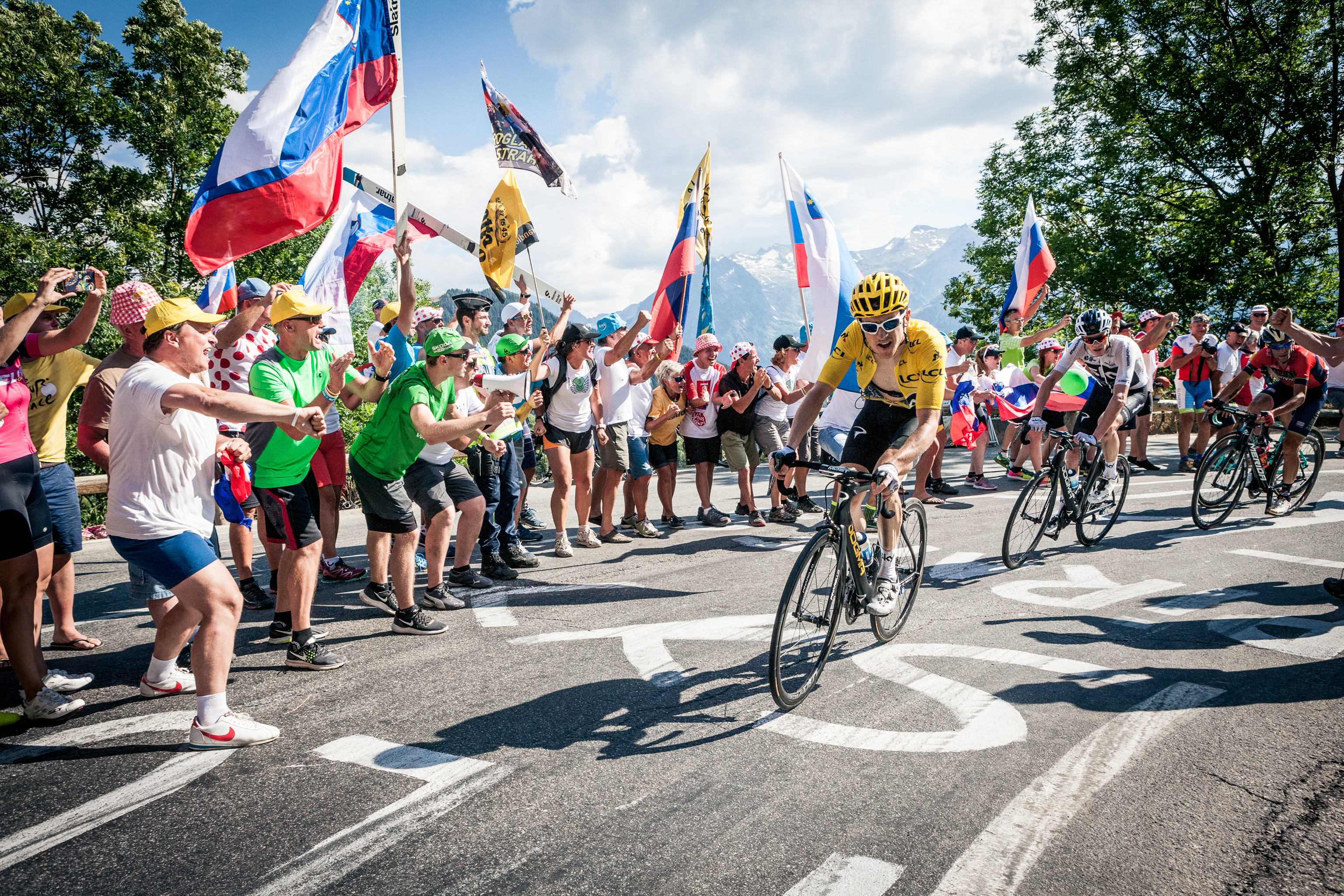
Geraint Thomas devant Christopher Froome, lors de l'ascension de L'Alpe-d'Huez.

Geraint Thomas, s'impose lors des deux étapes suivantes, et prend le maillot jaune. Lors de la onzième étape, il sort seul du groupe des favoris dans la montée finale vers La Rosière, reprend les échappés et s'impose avec 20 s d'avance sur Tom Dumoulin et Christopher Froome et près d'une minute sur Romain Bardet, Vincenzo Nibali, Nairo Quintana. À l'Alpe d'Huez, c'est en sprintant dans les derniers hectomètres qu'il devance Dumoulin, Bardet et Froome. Dans la montée de l'Alpe d'Huez, une chute provoque l'abandon de Vincenzo Nibali. Rigoberto Uran quitte également la course. Les autres favoris et outsiders pour le classement général perdent du temps lors de ces deux étapes, de sorte que le Tour de France peut déjà sembler joué à ce moment de la course.

### 20 - 22 juillet: Transition avant les Pyrénées
La treizième étape entre Le Bourg-d'Oisans et Valence se conclut par un sprint remporté par Peter Sagan. Celui-ci renforce son avance pour le maillot vert, qui lui semble promis après les abandons de Fernando Gaviria, Dylan Groenewegen, Mark Cavendish, Marcel Kittel et André Greipel dans les Alpes. Les deux étapes suivantes à travers le Massif central permettent à des coureurs échappés de s'illustrer. Deux coureurs de l'équipe Astana, l'Espagnol Omar Fraile et le Danois Magnus Cort Nielsen, s'imposent respectivement à Mende et Carcassonne. La tête du classement général ne subit pas de changement majeur à l'issue de ces trois étapes de transition. Avant d'aborder les Pyrénées et la dernière semaine de course, Geraint Thomas compte 1 min 39 s d'avance sur Christopher Froome et 1 min 50 s sur Tom Dumoulin.

### 24 - 26 juillet: Thomas conserve son avance, seconde victoire d'Alaphilippe
Julian Alaphilippe obtient une seconde victoire à l'occasion de la première étape pyrénéenne, à Bagnères-de-Luchon. Il s'impose en solitaire, après avoir dépassé Adam Yates, tombé dans la descente du col du Portillon alors qu'il était seul en tête. Les favoris arrivent neuf minutes plus tard, sans s'être affrontés. Le lendemain, la courte étape arrivant au col de Portet est plus animée. Elle est remportée par Nairo Quintana (Movistar), qui s'est échappé avec Dan Martin au bas de la dernière ascension et rattrapé les coureurs partis plus tôt. Tom Dumoulin et Primož Roglič attaquent le maillot jaune Geraint Thomas, qui leur résiste et leur reprend même quelques secondes, tandis que Christopher Froome, incapable de suivre en fin d'étape, perd une minute. Une étape de plaine permet à Arnaud Démare (Groupama-FDJ) de s'imposer au sprint à Pau.

### 27 - 29 juillet: Course au podium, sacre de Thomas
Dans la dernière étape de montagne de ce Tour, longue de 200 km, Mikel Landa, Ilnur Zakarin, Romain Bardet et Rafal Majka s'échappent dans l'ascension du col du Tourmalet. Ils sont repris au col d'Aubisque. Dans la descente menant à Laruns, Roglič distance ses adversaires et s'impose seul avec 19 secondes d'avance. Il passe alors devant Froome au classement général. Le contre-la-montre entre Saint-Pée-sur-Nivelle et Espelette est remporté par Tom Dumoulin, champion du monde de la spécialité. Geraint Thomas ne lui concède que quatorze secondes et s'assure la victoire au classement général. Christopher Froome, deuxième de l'étape à une seconde, reprend place sur le podium du Tour aux dépens de Roglič,. La dernière étape se termine par un sprint sur l'avenue des Champs-Élysées, remporté par Alexander Kristoff (UAE Emirates).

## Étapes
| Étape     | Date            | Villes étapes                                          |                              | Distance (km)         | Vainqueur d’étape     | Leader du classement général |
| --------- | --------------- | ------------------------------------------------------ | ---------------------------- | --------------------- | --------------------- | ---------------------------- |
| 1re étape | sam. 7 juillet  | Noirmoutier-en-l'Île – Fontenay-le-Comte               | Étape de plaine              | 201                   | Fernando Gaviria      | Fernando Gaviria             |
| 2e étape  | dim. 8 juillet  | Mouilleron-Saint-Germain – La Roche-sur-Yon            | Étape de plaine              | 182,5                 | Peter Sagan           | Peter Sagan                  |
| 3e étape  | lun. 9 juillet  | Cholet – Cholet                                        | Contre-la-montre par équipes | 35,5                  | BMC Racing            | Greg Van Avermaet            |
| 4e étape  | mar. 10 juillet | La Baule – Sarzeau                                     | Étape de plaine              | 195                   | Fernando Gaviria      | Greg Van Avermaet            |
| 5e étape  | mer. 11 juillet | Lorient – Quimper                                      | Étape accidentée             | 204,5                 | Peter Sagan           | Greg Van Avermaet            |
| 6e étape  | jeu. 12 juillet | Brest – Mûr-de-Bretagne - Guerlédan                    | Étape accidentée             | 181                   | Dan Martin            | Greg Van Avermaet            |
| 7e étape  | ven. 13 juillet | Fougères – Chartres                                    | Étape de plaine              | 231                   | Dylan Groenewegen     | Greg Van Avermaet            |
| 8e étape  | sam. 14 juillet | Dreux – Amiens Métropole                               | Étape de plaine              | 181                   | Dylan Groenewegen     | Greg Van Avermaet            |
| 9e étape  | dim. 15 juillet | Arras - Citadelle – Roubaix                            | Étape accidentée             | 156,5                 | John Degenkolb        | Greg Van Avermaet            |
|           | lun. 16 juillet | Annecy                                                 | Jour de repos                | Journée de repos no 1 | Journée de repos no 1 | Journée de repos no 1        |
| 10e étape | mar. 17 juillet | Annecy – Le Grand-Bornand                              | Étape de montagne            | 158,5                 | Julian Alaphilippe    | Greg Van Avermaet            |
| 11e étape | mer. 18 juillet | Albertville – La Rosière - Espace San Bernardo         | Étape de montagne            | 108,5                 | Geraint Thomas        | Geraint Thomas               |
| 12e étape | jeu. 19 juillet | Bourg-Saint-Maurice - Les Arcs – L'Alpe d'Huez         | Étape de montagne            | 175,5                 | Geraint Thomas        | Geraint Thomas               |
| 13e étape | ven. 20 juillet | Le Bourg-d'Oisans – Valence                            | Étape de plaine              | 169,5                 | Peter Sagan           | Geraint Thomas               |
| 14e étape | sam. 21 juillet | Saint-Paul-Trois-Châteaux – Mende                      | Étape accidentée             | 188                   | Omar Fraile           | Geraint Thomas               |
| 15e étape | dim. 22 juillet | Millau – Carcassonne                                   | Étape accidentée             | 181,5                 | Magnus Cort Nielsen   | Geraint Thomas               |
|           | lun. 23 juillet | Carcassonne                                            | Jour de repos                | Journée de repos no 2 | Journée de repos no 2 | Journée de repos no 2        |
| 16e étape | mar. 24 juillet | Carcassonne – Bagnères-de-Luchon                       | Étape de montagne            | 218                   | Julian Alaphilippe    | Geraint Thomas               |
| 17e étape | mer. 25 juillet | Bagnères-de-Luchon – Saint-Lary-Soulan - Col de Portet | Étape de montagne            | 65                    | Nairo Quintana        | Geraint Thomas               |
| 18e étape | jeu. 26 juillet | Trie-sur-Baïse – Pau                                   | Étape de plaine              | 171                   | Arnaud Démare         | Geraint Thomas               |
| 19e étape | ven. 27 juillet | Lourdes – Laruns                                       | Étape de montagne            | 200,5                 | Primož Roglič         | Geraint Thomas               |
| 20e étape | sam. 28 juillet | Saint-Pée-sur-Nivelle – Espelette                      | Contre-la-montre individuel  | 31                    | Tom Dumoulin          | Geraint Thomas               |
| 21e étape | dim. 29 juillet | Houilles – Paris - Champs-Élysées                      | Étape de plaine              | 116                   | Alexander Kristoff    | Geraint Thomas               |

## Classements

### Classement général final
| Classement général | Classement général | Classement général | Classement général  | Classement général  |
|                    | Coureur            | Pays               | Équipe              | Temps               |
| ------------------ | ------------------ | ------------------ | ------------------- | ------------------- |
| 1er                | Geraint Thomas     | Royaume-Uni        | Sky                 | en 83 h 17 min 13 s |
| 2e                 | Tom Dumoulin       | Pays-Bas           | Sunweb              | + 1 min 51 s        |
| 3e                 | Christopher Froome | Royaume-Uni        | Sky                 | + 2 min 24 s        |
| 4e                 | Primož Roglič      | Slovénie           | Lotto NL-Jumbo      | + 3 min 22 s        |
| 5e                 | Steven Kruijswijk  | Pays-Bas           | Lotto NL-Jumbo      | + 6 min 8 s         |
| 6e                 | Romain Bardet      | France             | AG2R La Mondiale    | + 6 min 57 s        |
| 7e                 | Mikel Landa        | Espagne            | Movistar            | + 7 min 37 s        |
| 8e                 | Dan Martin         | Irlande            | UAE Emirates        | + 9 min 5 s         |
| 9e                 | Ilnur Zakarin      | Russie             | Katusha-Alpecin     | + 12 min 37 s       |
| 10e                | Nairo Quintana     | Colombie           | Movistar            | + 14 min 18 s       |
| 11e                | Bob Jungels        | Luxembourg         | Quick-Step Floors   | + 16 min 32 s       |
| 12e                | Jakob Fuglsang     | Danemark           | Astana              | + 19 min 46 s       |
| 13e                | Pierre Latour      | France             | AG2R La Mondiale    | + 22 min 13 s       |
| 14e                | Alejandro Valverde | Espagne            | Movistar            | + 27 min 26 s       |
| 15e                | Egan Bernal        | Colombie           | Sky                 | + 27 min 52 s       |
| 16e                | Tanel Kangert      | Estonie            | Astana              | + 34 min 52 s       |
| 17e                | Warren Barguil     | France             | Fortuneo-Samsic     | + 37 min 6 s        |
| 18e                | Domenico Pozzovivo | Italie             | Bahrain-Merida      | + 39 min 8 s        |
| 19e                | Rafał Majka        | Pologne            | Bora-Hansgrohe      | + 39 min 57 s       |
| 20e                | Damiano Caruso     | Italie             | BMC Racing          | + 42 min 31 s       |
| 21e                | Guillaume Martin   | France             | Wanty-Groupe Gobert | + 44 min 18 s       |
| 22e                | Ion Izagirre       | Espagne            | Bahrain-Merida      | + 46 min 36 s       |
| 23e                | Mikel Nieve        | Espagne            | Mitchelton-Scott    | + 49 min 19 s       |
| 24e                | Gorka Izagirre     | Espagne            | Bahrain-Merida      | + 50 min 2 s        |
| 25e                | Simon Geschke      | Allemagne          | Sunweb              | + 50 min 15 s       |
| modifier           |                    |                    |                     |                     |

### Classements annexes finals
| Classement par points | Classement par points | Classement par points | Classement par points | Classement par points |
| --------------------- | --------------------- | --------------------- | --------------------- | --------------------- |
|                       | Coureur               | Pays                  | Équipe                | Point(s)              |
| 1er                   | Peter Sagan           | Slovaquie             | Bora-Hansgrohe        | 477 points            |
| 2e                    | Alexander Kristoff    | Norvège               | UAE Emirates          | 246 pts               |
| 3e                    | Arnaud Démare         | France                | Groupama-FDJ          | 203 pts               |
| 4e                    | John Degenkolb        | Allemagne             | Trek-Segafredo        | 178 pts               |
| 5e                    | Julian Alaphilippe    | France                | Quick-Step Floors     | 143 pts               |
| 6e                    | Greg Van Avermaet     | Belgique              | BMC Racing            | 134 pts               |
| 7e                    | Andrea Pasqualon      | Italie                | Wanty-Groupe Gobert   | 115 pts               |
| 8e                    | Geraint Thomas        | Royaume-Uni           | Sky                   | 110 pts               |
| 9e                    | Sonny Colbrelli       | Italie                | Bahrain-Merida        | 104 pts               |
| 10e                   | Dan Martin            | Irlande               | UAE Emirates          | 98 pts                |
| modifier              |                       |                       |                       |                       |

| Classement du meilleur grimpeur | Classement du meilleur grimpeur | Classement du meilleur grimpeur | Classement du meilleur grimpeur | Classement du meilleur grimpeur |
| ------------------------------- | ------------------------------- | ------------------------------- | ------------------------------- | ------------------------------- |
|                                 | Coureur                         | Pays                            | Équipe                          | Point(s)                        |
| 1er                             | Julian Alaphilippe              | France                          | Quick-Step Floors               | 170 points                      |
| 2e                              | Warren Barguil                  | France                          | Fortuneo-Samsic                 | 91 pts                          |
| 3e                              | Rafał Majka                     | Pologne                         | Bora-Hansgrohe                  | 76 pts                          |
| 4e                              | Geraint Thomas                  | Royaume-Uni                     | Sky                             | 74 pts                          |
| 5e                              | Tom Dumoulin                    | Pays-Bas                        | Sunweb                          | 63 pts                          |
| 6e                              | Primož Roglič                   | Slovénie                        | Lotto NL-Jumbo                  | 56 pts                          |
| 7e                              | Dan Martin                      | Irlande                         | UAE Emirates                    | 41 pts                          |
| 8e                              | Nairo Quintana                  | Colombie                        | Movistar                        | 40 pts                          |
| 9e                              | Tanel Kangert                   | Estonie                         | Astana                          | 39 pts                          |
| 10e                             | Steven Kruijswijk               | Pays-Bas                        | Lotto NL-Jumbo                  | 36 pts                          |
| modifier                        |                                 |                                 |                                 |                                 |

| Classement général du meilleur jeune | Classement général du meilleur jeune | Classement général du meilleur jeune | Classement général du meilleur jeune | Classement général du meilleur jeune |
|                                      | Coureur                              | Pays                                 | Équipe                               | Temps                                |
| ------------------------------------ | ------------------------------------ | ------------------------------------ | ------------------------------------ | ------------------------------------ |
| 1er                                  | Pierre Latour                        | France                               | AG2R La Mondiale                     | en 83 h 39 min 26 s                  |
| 2e                                   | Egan Bernal                          | Colombie                             | Sky                                  | + 5 min 39 s                         |
| 3e                                   | Guillaume Martin                     | France                               | Wanty-Groupe Gobert                  | + 22 min 5 s                         |
| 4e                                   | David Gaudu                          | France                               | Groupama-FDJ                         | + 1 h 7 min 48 s                     |
| 5e                                   | Daniel Martínez                      | Colombie                             | EF Education First-Drapac            | + 1 h 16 min 25 s                    |
| 6e                                   | Antwan Tolhoek                       | Pays-Bas                             | Lotto NL-Jumbo                       | + 1 h 16 min 48 s                    |
| 7e                                   | Søren Kragh Andersen                 | Danemark                             | Sunweb                               | + 1 h 44 min 10 s                    |
| 8e                                   | Stefan Küng                          | Suisse                               | BMC Racing                           | + 1 h 45 min 1 s                     |
| 9e                                   | Marc Soler                           | Espagne                              | Movistar                             | + 1 h 56 min 38 s                    |
| 10e                                  | Magnus Cort Nielsen                  | Danemark                             | Astana                               | + 2 h 10 min 13 s                    |
| modifier                             |                                      |                                      |                                      |                                      |

| Classement par équipes | Classement par équipes | Classement par équipes | Classement par équipes |
|                        | Équipe                 | Pays                   | Temps                  |
| ---------------------- | ---------------------- | ---------------------- | ---------------------- |
| 1re                    | Movistar               | Espagne                | en 250 h 24 min 53 s   |
| 2e                     | Bahrain-Merida         | Bahreïn                | + 12 min 33 s          |
| 3e                     | Sky                    | Royaume-Uni            | + 31 min 14 s          |
| 4e                     | Lotto NL-Jumbo         | Pays-Bas               | + 47 min 24 s          |
| 5e                     | Astana                 | Kazakhstan             | + 1 h 15 min 32 s      |
| 6e                     | Sunweb                 | Allemagne              | + 1 h 58 min 54 s      |
| 7e                     | AG2R La Mondiale       | France                 | + 2 h 15 min 49 s      |
| 8e                     | BMC Racing             | États-Unis             | + 2 h 35 min 45 s      |
| 9e                     | Quick-Step Floors      | Belgique               | + 3 h 6 min 17 s       |
| 10e                    | Mitchelton-Scott       | Australie              | + 3 h 13 min 41 s      |
| modifier               |                        |                        |                        |

#### Prix de la combativité
- Dan Martin  (UAE Emirates)[27]

### Évolution des classements
| Étape              | Vainqueur           | Classement général | Classement par points | Classement de la montagne | Classement du meilleur jeune | Classement par équipes | Prix de la combativité |
| ------------------ | ------------------- | ------------------ | --------------------- | ------------------------- | ---------------------------- | ---------------------- | ---------------------- |
| 1                  | Fernando Gaviria    | Fernando Gaviria   | Fernando Gaviria      | Kévin Ledanois            | Fernando Gaviria             | Quick-Step Floors      | Yoann Offredo          |
| 2                  | Peter Sagan         | Peter Sagan        | Peter Sagan           | Dion Smith                | Fernando Gaviria             | Quick-Step Floors      | Sylvain Chavanel       |
| 3                  | BMC Racing          | Greg Van Avermaet  | Peter Sagan           | Dion Smith                | Søren Kragh Andersen         | Quick-Step Floors      | Non décerné            |
| 4                  | Fernando Gaviria    | Greg Van Avermaet  | Peter Sagan           | Dion Smith                | Søren Kragh Andersen         | Quick-Step Floors      | Jérôme Cousin          |
| 5                  | Peter Sagan         | Greg Van Avermaet  | Peter Sagan           | Toms Skujiņš              | Søren Kragh Andersen         | Quick-Step Floors      | Toms Skujiņš           |
| 6                  | Dan Martin          | Greg Van Avermaet  | Peter Sagan           | Toms Skujiņš              | Søren Kragh Andersen         | Quick-Step Floors      | Damien Gaudin          |
| 7                  | Dylan Groenewegen   | Greg Van Avermaet  | Peter Sagan           | Toms Skujiņš              | Søren Kragh Andersen         | Quick-Step Floors      | Laurent Pichon         |
| 8                  | Dylan Groenewegen   | Greg Van Avermaet  | Peter Sagan           | Toms Skujiņš              | Søren Kragh Andersen         | Quick-Step Floors      | Fabien Grellier        |
| 9                  | John Degenkolb      | Greg Van Avermaet  | Peter Sagan           | Toms Skujiņš              | Søren Kragh Andersen         | Quick-Step Floors      | Damien Gaudin          |
| 10                 | Julian Alaphilippe  | Greg Van Avermaet  | Peter Sagan           | Julian Alaphilippe        | Pierre Latour                | Movistar               | Greg Van Avermaet      |
| 11                 | Geraint Thomas      | Geraint Thomas     | Peter Sagan           | Julian Alaphilippe        | Pierre Latour                | Movistar               | Alejandro Valverde     |
| 12                 | Geraint Thomas      | Geraint Thomas     | Peter Sagan           | Julian Alaphilippe        | Pierre Latour                | Movistar               | Steven Kruijswijk      |
| 13                 | Peter Sagan         | Geraint Thomas     | Peter Sagan           | Julian Alaphilippe        | Pierre Latour                | Movistar               | Michael Schär          |
| 14                 | Omar Fraile         | Geraint Thomas     | Peter Sagan           | Julian Alaphilippe        | Pierre Latour                | Movistar               | Jasper Stuyven         |
| 15                 | Magnus Cort Nielsen | Geraint Thomas     | Peter Sagan           | Julian Alaphilippe        | Pierre Latour                | Movistar               | Rafał Majka            |
| 16                 | Julian Alaphilippe  | Geraint Thomas     | Peter Sagan           | Julian Alaphilippe        | Pierre Latour                | Bahrain-Merida         | Philippe Gilbert       |
| 17                 | Nairo Quintana      | Geraint Thomas     | Peter Sagan           | Julian Alaphilippe        | Pierre Latour                | Movistar               | Tanel Kangert          |
| 18                 | Arnaud Démare       | Geraint Thomas     | Peter Sagan           | Julian Alaphilippe        | Pierre Latour                | Movistar               | Luke Durbridge         |
| 19                 | Primož Roglič       | Geraint Thomas     | Peter Sagan           | Julian Alaphilippe        | Pierre Latour                | Movistar               | Mikel Landa            |
| 20                 | Tom Dumoulin        | Geraint Thomas     | Peter Sagan           | Julian Alaphilippe        | Pierre Latour                | Movistar               | Non décerné            |
| 21                 | Alexander Kristoff  | Geraint Thomas     | Peter Sagan           | Julian Alaphilippe        | Pierre Latour                | Movistar               | Non décerné            |
| Classements finals | Classements finals  | Geraint Thomas     | Peter Sagan           | Julian Alaphilippe        | Pierre Latour                | Movistar               | Dan Martin             |

### UCI World Tour
Ce tour de France attribue des points pour l'UCI World Tour 2018, par équipes uniquement aux équipes ayant un label WorldTeam, individuellement uniquement aux coureurs des équipes ayant un label WorldTeam.
Le barème des points du classement World Tour sur ce Tour de France est le suivant :
| Position                   | 1er  | 2e  | 3e  | 4e  | 5e  | 6e  | 7e  | 8e  | 9e  | 10e | 11e | 12e | 13e | 14e | 15e | 16e | 17e | 18e | 19e | 20e | 21e à 25e | 26e à 30e | 31e à 40e | 41e à 50e | 51e à 55e | 56e à 60e |
| -------------------------- | ---- | --- | --- | --- | --- | --- | --- | --- | --- | --- | --- | --- | --- | --- | --- | --- | --- | --- | --- | --- | --------- | --------- | --------- | --------- | --------- | --------- |
| Classement général         | 1000 | 800 | 675 | 575 | 475 | 400 | 325 | 275 | 225 | 175 | 150 | 125 | 105 | 85  | 75  | 70  | 65  | 60  | 55  | 50  | 40        | 30        | 25        | 20        | 15        | 10        |
| Classement d'étape         | 120  | 50  | 25  | 15  | 5   |     |     |     |     |     |     |     |     |     |     |     |     |     |     |     |           |           |           |           |           |           |
| Classements finals annexes | 120  | 50  | 25  |     |     |     |     |     |     |     |     |     |     |     |     |     |     |     |     |     |           |           |           |           |           |           |
| Leader par étape           | 25   |     |     |     |     |     |     |     |     |     |     |     |     |     |     |     |     |     |     |     |           |           |           |           |           |           |

#### Points gagnés au UCI World Tour à l'issue de la course
| Rang | Coureur            | Équipe            | Général | Etape  | Leader | Annexe | Total   |
| ---- | ------------------ | ----------------- | ------- | ------ | ------ | ------ | ------- |
| 1er  | Geraint Thomas     | Sky               | 1000    | 321,25 | 250    | 0      | 1571.25 |
| 2e   | Tom Dumoulin       | Sunweb            | 800     | 225,62 | 0      | 0      | 1025,62 |
| 3e   | Christopher Froome | Sky               | 675     | 96,25  | 0      | 0      | 771,25  |
| 4e   | Primož Roglič      | Lotto NL-Jumbo    | 575     | 135    | 0      | 0      | 710     |
| 5e   | Peter Sagan        | Bora-Hansgrohe    | 0       | 555    | 25     | 120    | 700     |
| 6e   | Steven Kruijswijk  | Lotto NL-Jumbo    | 475     | 0      | 0      | 0      | 475     |
| 7e   | Dan Martin         | UAE Emirates      | 275     | 185    | 0      | 0      | 460     |
| 8e   | Julian Alaphilippe | Quick-Step Floors | 25      | 313,12 | 0      | 120    | 458,12  |
| 9e   | Romain Bardet      | AG2R La Mondiale  | 400     | 50     | 0      | 0      | 450     |
| 10e  | Mikel Landa        | Movistar          | 325     | 5      | 0      | 0      | 330     |

#### Classements UCI World Tour à l'issue de la course
| Rang | Coureur            | Équipe            | Points  |
| ---- | ------------------ | ----------------- | ------- |
| 1er  | Peter Sagan        | Bora-Hansgrohe    | 2684    |
| 2e   | Geraint Thomas     | Sky               | 2534.25 |
| 3e   | Christopher Froome | Sky               | 1978.68 |
| 4e   | Tom Dumoulin       | Sunweb            | 1975.62 |
| 5e   | Primož Roglič      | Lotto NL-Jumbo    | 1921    |
| 6e   | Alejandro Valverde | Movistar          | 1807    |
| 7e   | Julian Alaphilippe | Quick-Step Floors | 1761.12 |
| 8e   | Elia Viviani       | Quick-Step Floors | 1647    |
| 9e   | Romain Bardet      | AG2R La Mondiale  | 1530    |
| 10e  | Simon Yates        | Mitchelton-Scott  | 1472    |

| Rang | Équipe            | Points  |
| ---- | ----------------- | ------- |
| 1er  | Quick-Step Floors | 9769.97 |
| 2e   | Sky               | 8550    |
| 3e   | Bora-Hansgrohe    | 6919    |
| 4e   | Mitchelton-Scott  | 6335.03 |
| 5e   | BMC Racing        | 6188.97 |
| 6e   | Movistar          | 5936    |
| 7e   | Astana            | 5426    |
| 8e   | Bahrain-Merida    | 5122    |
| 9e   | Lotto NL-Jumbo    | 5029    |
| 10e  | Sunweb            | 5007.95 |

## Aspects extra-sportifs

### Mise à l'honneur des produits régionaux
Parallèlement à l'événement sportif, l'organisateur ASO gérant le Tour de France, organise le concours « Les agriculteurs aiment le tour ». Sur 15 étapes, les agriculteurs des régions sont appelés à faire de leurs champs vus du ciel des œuvres d'art, le thème 2018 étant « Les mains ». Ces visuels doivent être originaux et mettre en valeur le produit régional de l'étape. Un jury composé entre autres de Christian Prudhomme, Christiane Lambert et Bernard Hinault attribuera les prix en fin du tour.